# Lion Heart (песня)
«Lion» —  песня южнокорейской гёрл-группы Girls Generation. Он был выпущен 18 августа 2015 года как второй сингл с пятого студийного альбома группы Lion Heart компанией SM Entertainment.

## Композиция
«Lion Heart» был описан Billboard как песня вдохновленная поп-музыкой. Он включает в себя американское ретро-звучание 1960-х годов и обладает джазовой мелодией, а также «захватывающей басовой линией». Лирически, песня рассказывает о женщинах, влюбляющихся в мужчину, которым разбивают сердце и как они пытаются приручить его, как льва.

## Музыкальное видео
Музыкальное видео было выпущено 18 августа 2015 года. Видео рассказывает историю, в которой участницы Girls 'Generation влюбляются в главного героя-мужчину (в маске льва), который оказывается одним и тем же человеком. Они расстраиваются и объединяются против него. Эта песня была поставлена американским хореографом Тони Теста и SM Entertainment Шим Джейвоном. Этот клип стал третьим по популярности музыкальным видео на платформе YouTube в августе 2015 года.

## Приём
Billboard похвалил песню за ее ретро-темы и смену ролей участниц, сказав: «Но что нового в музыкальном плане, так это разделение линий, а именно, когда Юри, у которой обычно только одна или две строчки, получила больше партий. Это решение, которое еще раз показывает, как Girls Generation воспринимает изменения в своей 8-й годовщине ...».  Песня была признана 7-м лучшим синглом K-pop 2015 года PopMatters.  Между тем, Idolator выбрал ее в качестве 24-й лучшей K-pop песни года.

## Чарты
| Чарты (2015)                        | Высшая позиция |
| ----------------------------------- | -------------- |
| Республика Корея (Gaon)             | 4              |
| Япония (Japan Hot 100, Billboard)   | 49             |
| США (Billboard World Digital Songs) | 3              |

| Чарты (2015)            | Позиция |
| ----------------------- | ------- |
| Республика Корея (Gaon) | 44      |

## Продажи
| Страна                 | Продажи |
| ---------------------- | ------- |
| Южная Корея (цифровые) | 911,721 |

## Награды

### Музыкальные программы
| Программа               | Дата             |
| ----------------------- | ---------------- |
| SBS MTV The Show        | 25 августа 2015  |
| MBC Music Show Champion | 26 августа 2015  |
| Mnet M Countdown        | 27 августа 2015  |
| Mnet M Countdown        | 3 сентября 2015  |
| Mnet M Countdown        | 10 сентября 2015 |
| KBS2 Music Bank         | 28 августа 2015  |
| KBS2 Music Bank         | 4 сентября 2015  |
| KBS2 Music Bank         | 11 сентября 2015 |
| KBS2 Music Bank         | 18 сентября 2015 |
| MBC Show! Music Core    | 29 августа, 2015 |
| MBC Show! Music Core    | 19 сентября 2015 |
| SBS Inkigayo            | 30 августа 2015  |
| SBS Inkigayo            | 6 сентября 2015  |
| SBS Inkigayo            | 13 сентября 2015 |